# Гожув (Малопольське воєводство)
Гожув (пол. Gorzów) — село в Польщі, у гміні Хелмек Освенцимського повіту Малопольського воєводства.
Населення — 1786 осіб (2011).

## Історія
У 1975-1998 роках село належало до Бельського воєводства, підпорядковувалося районній адміністрації в Освенцимі.

## Демографія
Демографічна структура станом на 31 березня 2011 року:
|          | Загалом | Допрацездатний вік | Працездатний вік | Постпрацездатний вік |
| -------- | ------- | ------------------ | ---------------- | -------------------- |
| Чоловіки | 885     | 161                | 615              | 109                  |
| Жінки    | 901     | 157                | 525              | 219                  |
| Разом    | 1786    | 318                | 1140             | 328                  |